# Diego Macedo
Diego Macedo est un footballeur brésilien né le 8 mai 1987 à Americana. Il évolue au poste de défenseur.

## Biographie
Diego Macedo joue principalement au Brésil et au Japon.
Il dispute huit matchs en Copa Sudamericana.

## Palmarès
- Vainqueur du Campeonato Cearense en 2011 avec le Ceará SC
- Vainqueur du Campeonato Baiano en 2014 avec l'EC Bahia
- Champion du Japon de D2 en 2016 avec le Consadole Sapporo